# D

Litera Dd scrisă cu fontul „School Script Dashed”.

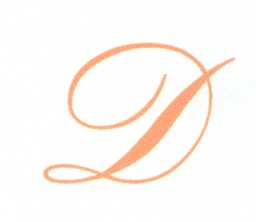
Majuscula D

Minuscula d

D (numită /de/) este a patra literă din alfabetul latin și a șasea din alfabetul limbii române. În limba română D notează o consoană oclusivă alveolară sonoră (uneori numită dentală în loc de alveolară) cu simbolul fonetic [d].

## Istorie
| Hieroglifa egipteană pentru ușă | Caracterul proto-sinaitic din care derivă daleth-ul fenician | Daleth-ul fenician | Litera grecească delta | D-ul etrusc | D-ul latin |
| ------------------------------- | ------------------------------------------------------------ | ------------------ | ---------------------- | ----------- | ---------- |
|                                 |                                                              |                    |                        |             |            |

## Utilizări

### Înmatematică
- D în sistemul cifrelor romane, numărul 500
- d este simbolul uzual pentru orice funcție distanță

### Înfizică
- d este simbolul prefixului SI deci-, reprezentând 0,1 din unitatea de măsură asupra căreia se aplică

## Caractere asemănătoare

### Predecesori și frați
- 𐤃 : litera semitică dalet, ce e originea următoarelor caractere
  - Δ δ : litera grecească delta, din care derivă D-ul latin
    - Ⲇ ⲇ : litera coptică Delta, ce derivă de la delta-ul grecesc
    - Д д : litera chirilică Dobru, ce derivă de la delta-ul grecesc
    - 𐌃 : vechiul D italic, ce derivă de la delta-ul grecesc
      - ᛞ : litera runică Dagaz, ce derivă probabil de la vechiul D italic
      - ᚦ : litera runică Thurisaz, ce derivă probabil de la vechiul D italic

    - 𐌳 : litera gotică daaz, ce derivă de la delta-ul grecesc

## Alte reprezentări
| Alfabetul fonetic NATO | Codul Morse |
| Delta                  | –··         |

|                                                 |                     | ⠙       |
| Sistemul de semnalizare maritimă internațională | Alfabetul semaforic | Braille |